# Бриаксис
Бриаксис е древногръцки скулптор, роден в Кария. Представител е на Късната класика. Работил е заедно със Скопас, Тимотей и Леохар върху мавзолея в Халикарнас. Известен е със скулптурите на Асклепий и Хигия в Мегара. Работил е и в Александрия по светилището на Серапис, където създава образа на Зевс.